# Amore mio (canción)
Amore mio (en español: 'Amor mío') es una canción de la cantante mexicana Thalía, lanzada para su duodécimo album del mismo nombre, fue lanzada por la discográfica Son Music Latin a finales del mes de enero del 2015 como el tercer sencillo oficial del álbum. Ocupó el primer puesto en el top digital y el número dos del top general de Monitor Latino en México.

## Composición
Fue escrita por José Luis Roma, quien es mejor conocido por ser integrante del dúo mexicano de pop Río Roma y producida por su esposo Tommy Mottola y Armando Ávila.

## Vídeo musical
Fue lanzado el video audio de la canción en su canal VEVO en YouTube el día 15 de mayo del 2015, obtieniendo en total más de un 1.5 millones de reproducciones.

## Listas musicales

### Listas semanales
| Listas (2015)                       | Mejor posición |
| ----------------------------------- | -------------- |
| Mexico (Monitor Latino)             | 10             |
| Mexico Pop (Monitor Latino)         | 1              |
| Mexican Espanol Airplay (Billboard) | 1              |
| Mexico Airplay (Billboard)          | 6              |

### Listas de fin de semana
| Lista (2015)                | Posición |
| --------------------------- | -------- |
| Mexico Pop (Monitor Latino) | 6        |

## Historial de lanzamiento
| Región | Fecha               | Formato                     | Discográfica     | Ref. |
| ------ | ------------------- | --------------------------- | ---------------- | ---- |
| México | 30 de enero de 2015 | Descarga digital, Streaming | Sony Music Latin |      |